# Церква адвентистів сьомого дня (Львів)
Церква адвентистів сьомого дня — церква, молитовний дім у Львові на вулиці Тараса Бобанича.

## Історія
Рання історія монастиря пов'язана із орденом капуцинів, що виник у 1619 році в Італії. Перші капуцини на території тогочасної Речі Посполитої з'явились у 1681 році завдяки старанням Яна III Собеського.
У 1708 році Ельжбета Софія з Любомирських Сенявська — дружина львівського старости Адама-Миколая Сенявського — вирішила оселити їх також у Львові. З цією метою вона придбала у львівського магістрату земельні ділянки на Личаківському передмісті, і того ж року розпочала будівництво Костелу Непорочного зачаття і монастиря для цього ордену. Будівництво завершено 1730 року. Поява капуцинів була негативно сприйнята монахами із сусіднього кармелітського монастиря. Ворожі дії кармелітів близько 1740 року призвели до конфліктів і багаторічних судових процесів. Конфлікт двох монастирів був описаний істориком Денисом Зубрицьким.
1785 року йосифінською касатою орден капуцинів ліквідовано. 1787 року монастирський комплекс переданий францисканцям конвентуальним, котрих виселено з монастиря при костелі св. Хреста, що знаходився на нинішній вулиці Театральній. 1799 року капуцини покинули Львів остаточно. 1833 року пожежа знищила монастир і пошкодила інтер'єр храму. Згоріли образи XVII століття авторства Юрія Семигновського. Три роки тривала відбудова.
1946 року францисканці покинули Львів. У приміщенні розмістили військову частину. Пізніше — школу-інтернат № 6 для дітей із важкими розладами мови. Монастирський храм використовувався як кухня та їдальня. Школа існує дотепер. У 1990-х роках костел і частину монастиря викуплено громадою Церкви християн адвентистів сьомого дня.
Будівля, що під № 1а, також була споруджена францисканцями у 1932—1934 роках. Тут розміщувався кінотеатр «Пакс» (лат. Pax — мир), де демонструвались вистави та фільми на релігійну тематику. Від 1939 року це кінотеатр імені Фелікса Дзержинського. Пізніше — імені В. Короленка. У 1990—2016 роках тут було розташовано Російське культурне товариство імені Пушкіна.
Відомо, що у 1907 році до канцелярії францисканців у монастирі, з проханням вступити до ордену, звернувся Раймунд Кольбе. 1911 року прийняв перші монаші обітниці, взявши ім'я Максиміліан Марія Кольбе. Нині це відомий святий Римо-католицької церкви (канонізований 1982 року).

## Опис

### Костел

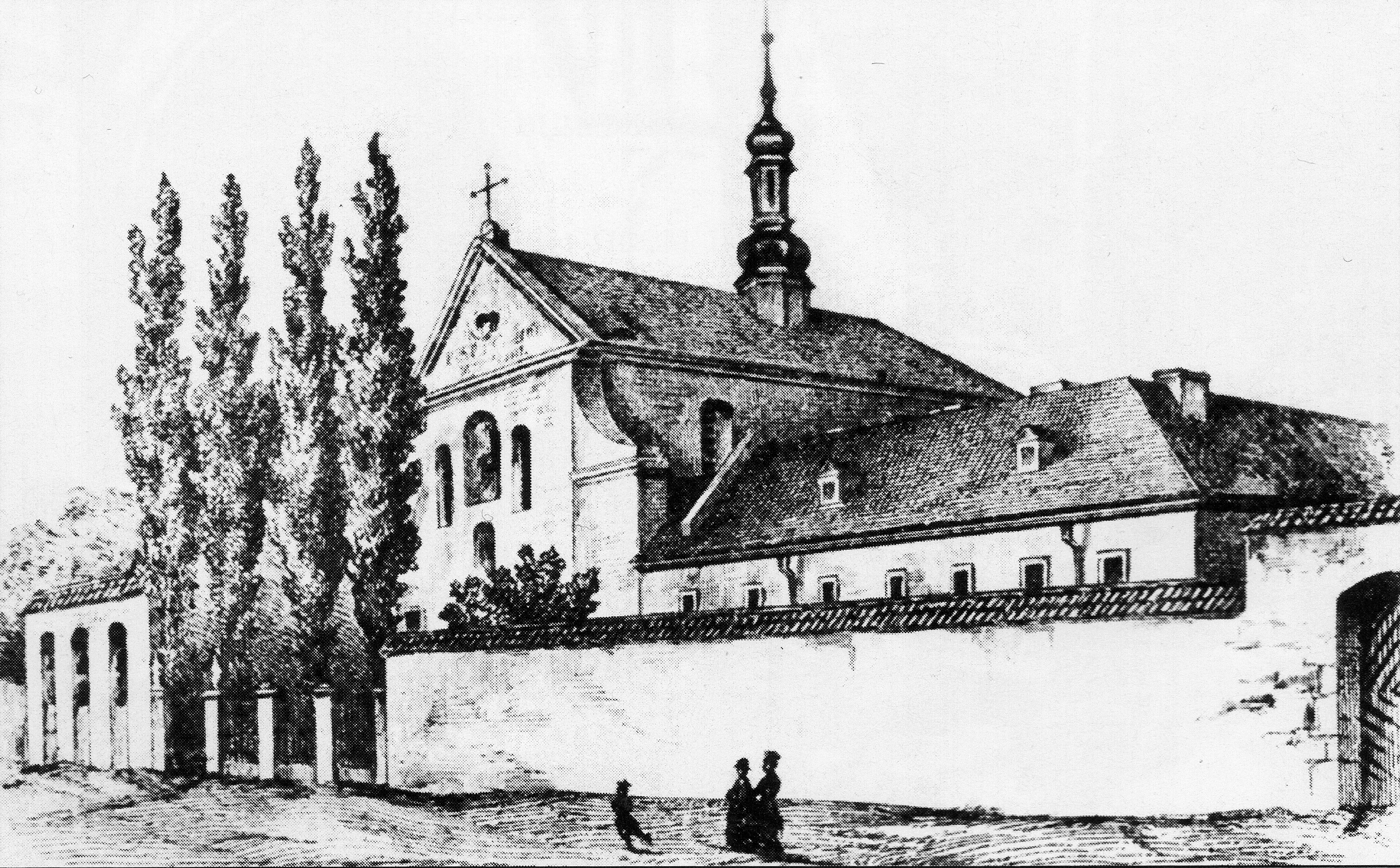
Костел і монастир францисканців. Художник Йосиф Свобода, 1860-ті роки

Костел — тринавова базиліка, вирішена в простих архітектурних формах. Збудована з цегли із підмуровком із тесаного каменю, тинькована. Від храму з півночі відгалужується каплиця. Центральна неф значно вища і ширша від бічних, перекрита двома пряслами циліндричних склепінь з розпалубками. Бічні нави та каплиця перекриті хрестовими склепіннями. Бічні нави відділені від головної півциркульними аркадами, що спираються на стовпи (по два стовпи з кожного боку). У стінах бічних нав влаштовано входи. У північній стіні вхід до каплиці, у південній — до монастирських приміщень. Презбітерій перекритий одним пряслом хрестового склепіння із двома вікнами в бокових розпалубках. В люнеті влаштоване маленьке кругле вікно із вітражем. За шириною презбітерій дорівнює головній наві, але відділений від неї підвищенням в одну сходинку і фланкованим двома опорами, замкнутими півциркульною аркою.
Фасад значною мірою повторює форми Костелу Преображення Господнього при монастирі капуцинів у Варшаві, що постав раніше — у 1694 році. Двоярусний фасад скромно оформлений, плаский, увінчаний трикутним фронтоном із круглим вікном на осі тимпану. Площина фасаду розділена двома пілястрами у місцях, де межують нави. Поля фасаду, що відповідають бічним навам, мають по два вікна розміщених одне над другим. На другому ярусі центрального поля прорізано два вікна, між якими знаходиться рельєф що символізує Непорочне зачаття Діви Марії. Під рельєфом знаходиться ще одне вікно. Інтер'єр головної нави прикрашений розбудованим карнизом, що ділить її на два яруси. У стінах другого ярусу прорізано вікна, по два з кожного боку.
Нинішній вигляд споруда отримала під час реставрації у 1835—1838 роках, після пожежі 1833 року. У 1902 році добудовано портал-присінок в барокових формах за проєктом Антонія Куніцького. У каплиці зправа є розпис, що зображує святого Роха — захисника від морних хвороб і покровителя живописців. Автор — австрійський художник Мартин Альтомонте. У каплиці зліва є образ святого Казимира, намальований Юзефом Хойницьким, львівським живописцем XVIII століття. У 1990-х роках архітектором Миколою Рибенчуком проведено реконструкцію і адаптацію костелу для громади адвентистів.

### Монастир
Монастир триповерховий, цегляний, тинькований із невеликим внутрішнім подвір'ям. Примикає до храму з півдня. Початково мав два поверхи. Також реконструйований після пожежі 1833 року. У 1840 році добудовано будинок новіціяту. Відомо, про прокладення каналізації до монастиря у 1882 році. Третій поверх західного і частково — південного крила добудовано у 1926 році за проєктом Міхала Лужецького. Фасад нового поверху завершено фронтоном простої трикутної форми із півкруглим вікном, що відповідало модному на той час стилеві Арт Деко.

### Кінотеатр
Кінотеатр «Пакс» — найпізніша споруда монастирського комплексу. Збудований у стилі конструктивізму у 1932—1934 роках. Архітектор Вавжинець Дайчак. Фасад обіграний шляхом зіставлення рівних тинькованих поверхонь і відкритих фрагментів цегляної кладки. Початково був розрахований на 324 місця (240 у партері і 84 на балконі).

### Сад
Францисканцям належав також сад значних розмірів. На кадастрових планах XIX століття видно його чітке прямокутне планування. Земельні володіння монастиря розширювались поступово. Уся територія була обнесена цегляним муром (місцями кам'яним), а зі сторони нинішньої вул. Короленка — кованою огорожею (нинішня походить з 1920-х років). Частина цегляного муру збудована за проєктом Казимира Крижановського у 1883 році після набуття чергових земельних ділянок. До кінця XVIII століття відразу за храмом і монастирем знаходився невеликий цвинтар.

## Сучасний стан
Під час Першої світової війни австрійська влада реквізувала три дзвони. У радянський час знищено головний вівтар, орга́н, дзвіницю, котру видно на літографії 1865 року. Втрачено сигнатурку з даху і усі хрести. Головна нава побілена наприкінці XX століття. Застосовано скупий мотив з легких білих хмар.
Монастирський сад розділено між кількома установами. У північній частині саду розміщені господарські будівлі школи-інтернату № 6. Збереглась північна стіна що відділяла сад від вулиці Лисенка, а також фрагменти східної і південної стін. Збереглась металева огорожа із заходу. Збереглись залишки двох алей зі старими деревами. Частина саду переобладнана на спортивний майданчик. Південна частина саду відокремлена стіною і повністю перетворена на спортивний майданчик школи-інтернату № 2.
23 вересня 2008 року комплекс монастиря внесено до переліку пам'яток культурної спадщини, що не підлягають приватизації.
У липні 2010 року було зруйновано частину південної монастирської стіни з метою будівництва житлового будинку. Головний фасад будинку планувався на вулиці Лисенка. Будівництво було негативно сприйняте мешканцями вулиці Лисенка. У засобах масової інформації відбувається бурхлива дискусія щодо законності будівництва. Зокрема не ясною залишається ситуація із дозвільною документацією. Суперечливою є також ситуація із дотриманням пам'яткоохоронного законодавства.

## Галерея

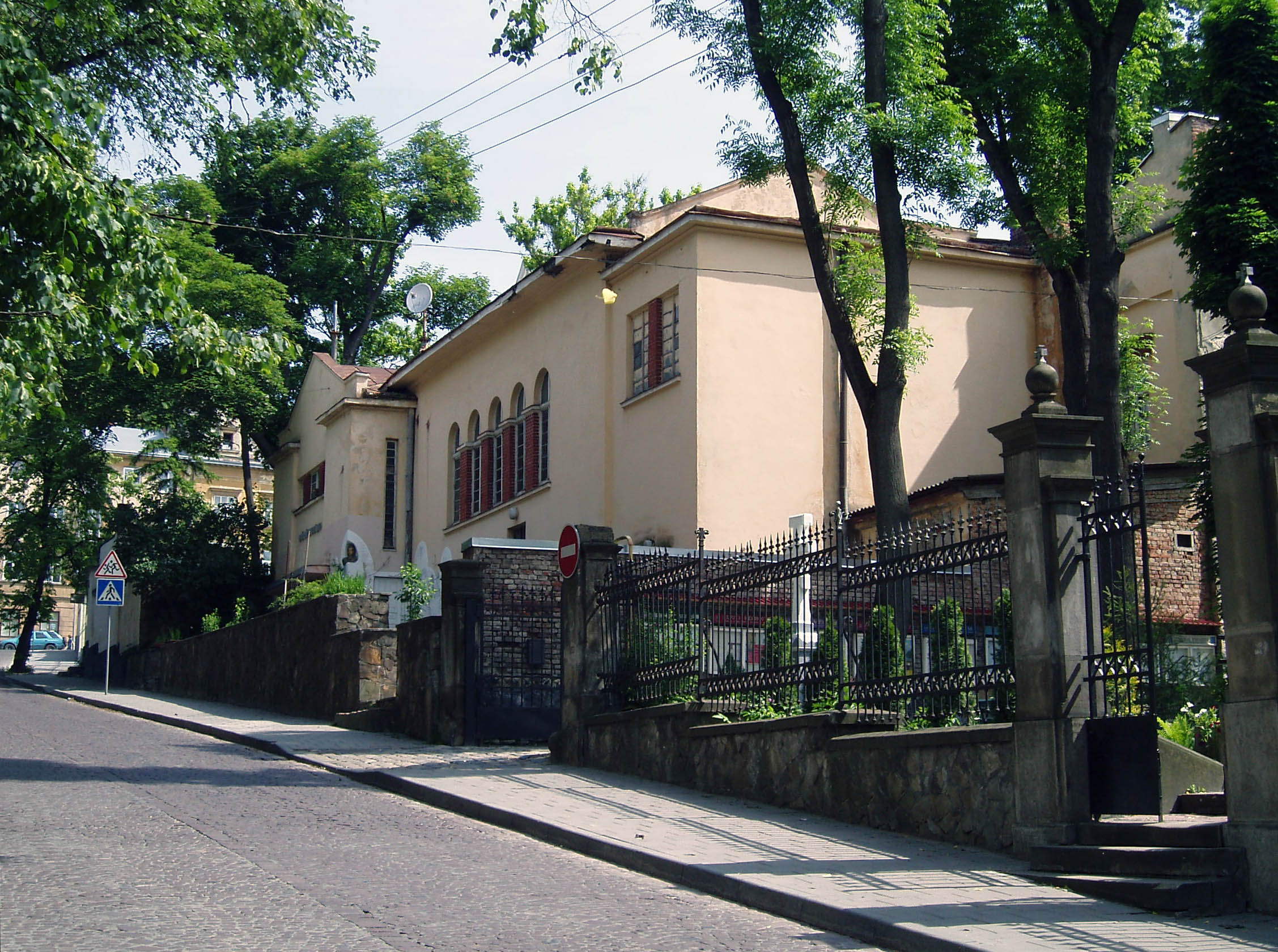
Колишній кінотеатр «Pax»
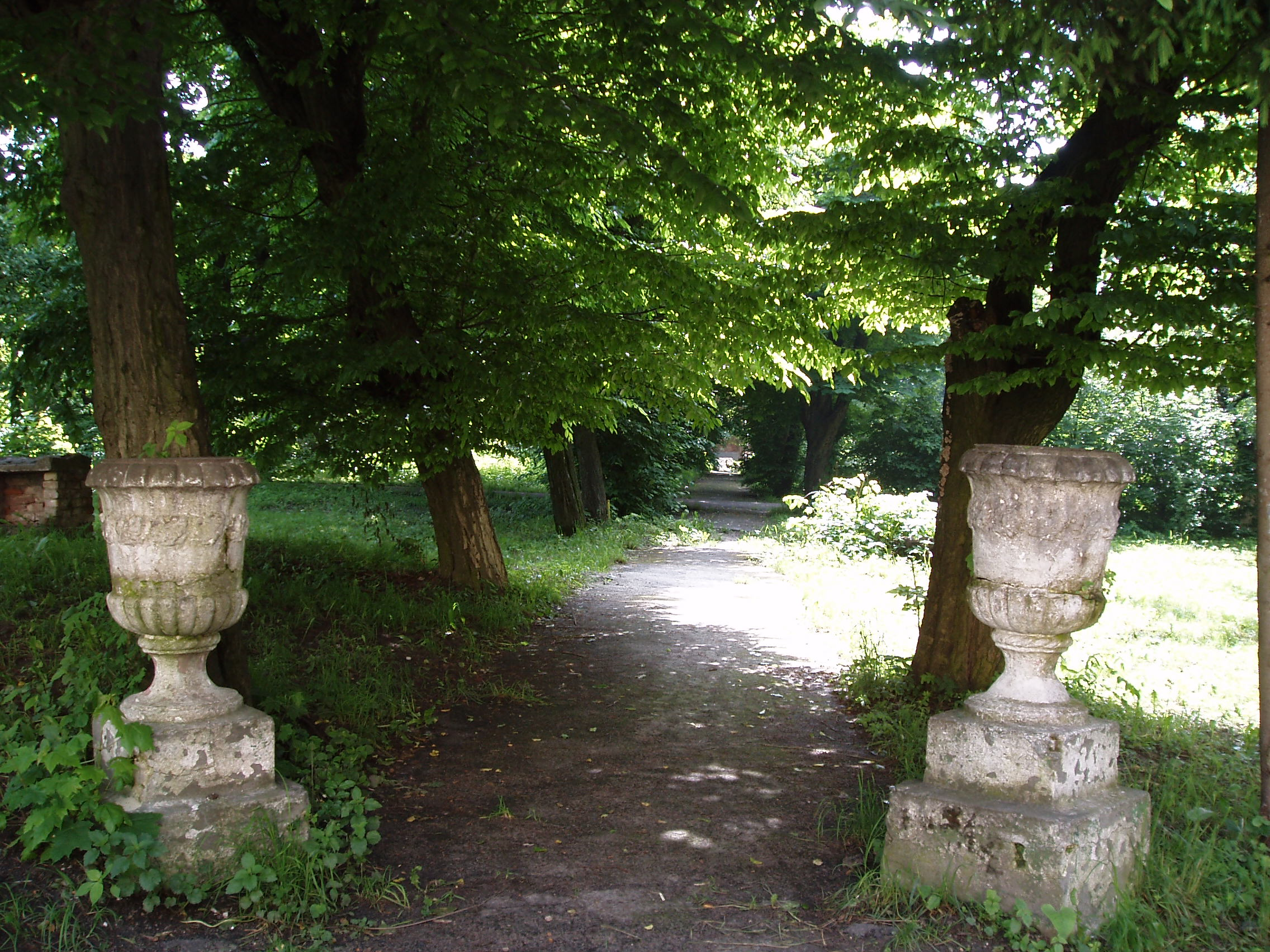
Залишки монастирського саду
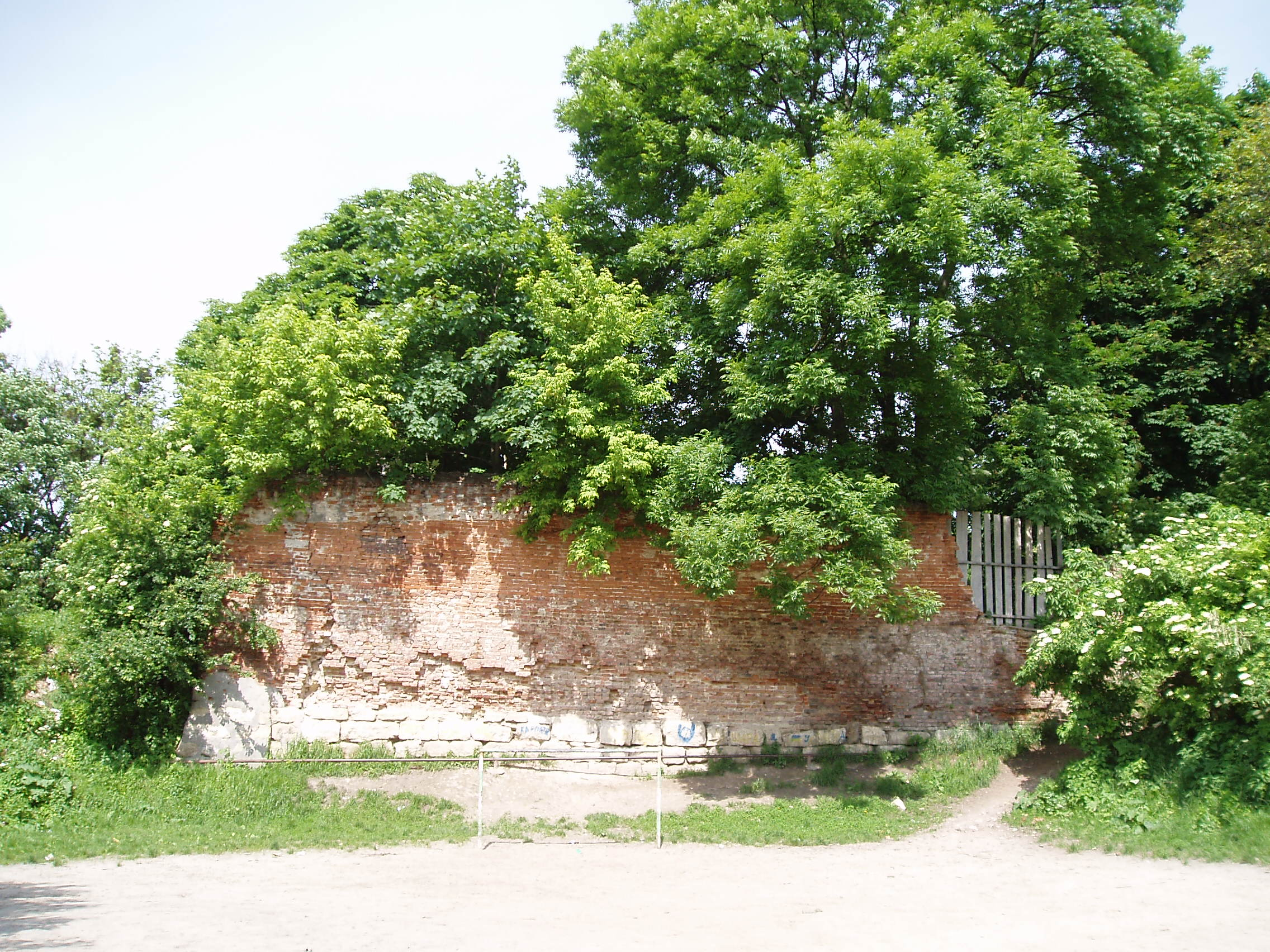
Фрагмент стіни, що оточувала монастирський сад
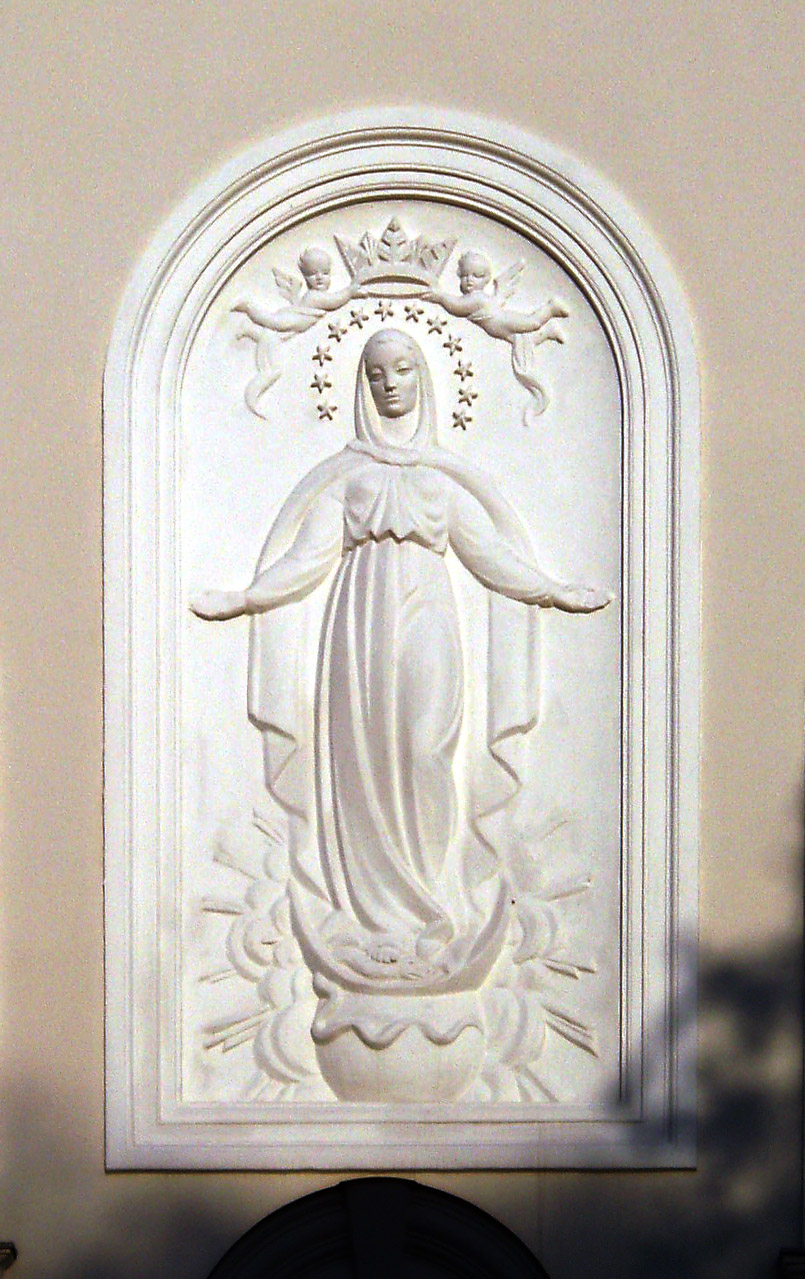
Рельєф Богоматері на фасаді костелу